# Juana María Romeo y Leoz
Juana María Romeo y Leoz ( - Pamplona, ca. 1732), segunda esposa del impresor Francisco Antonio de Neira, con quien casó hacia 1695 y con el que tuvo seis hijos. A la muerte de este, en 1716, se hizo cargo del taller de imprenta y de la librería durante tres años, hasta 1719, cuando su hija María Francisca de Neira casó con el impresor Alfonso Burguete, que a partir de este momento tomó las riendas del negocio familiar.
No se tiene noticia de libros impresos en los tres años que Juana María Romeo estuvo al frente de negocio de su marido difunto, lo cual no quiere decir que la capital navarra estuviera desasistida, ya que en esas mismas fechas trabajaban con normalidad las imprentas de Juan José Ezquerro, José Joaquín Martínez y Francisco Picart.

## Vida y gestión de la imprenta y librería

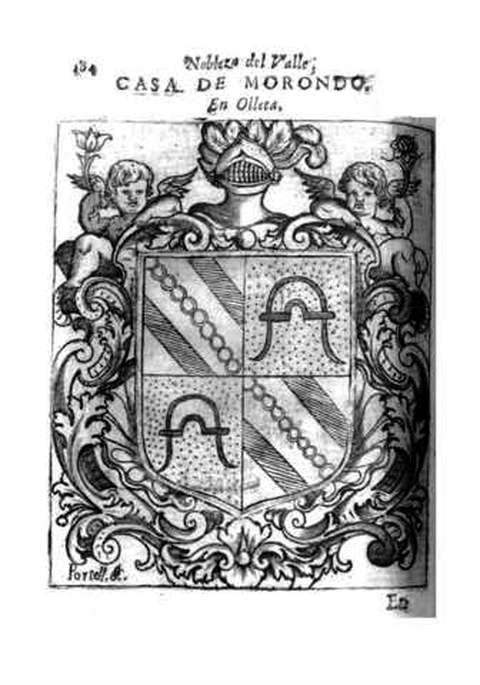
Grabado de la Casa Morondo, p. 184 del Nobiliario de la Valdorba impreso por Francisco Antonio de Neira en 1714 y que su viuda acabó de cobrar al cabo de cuatro años.

El negocio recibido a la muerte de su marido tenía una situación precaria, por lo que se vio obligada a suplicar a las Cortes de Navarra que 

En atención a haber servido [su marido] por tiempo de diez y seis años [como impresor del Reino] y haber quedado la suplicante con muchos hijos y con la imprenta, espera que se le continúe la gracia de impresora o bien que se le señale la cantidad que pareciere durante su vida.

 Las Cortes accedieron a la súplica y le concedieron el salario correspondiente a 1716 más otro de gracia “en atención a su pobreza y a la falta de su marido”.
Francisco de Elorza Rada, abad de Barásoain, había encargado en 1714 a Francisco Antonio de Neira la impresión del Nobiliario de el Valle de Valdorba. Los pagos de este trabajo se hicieron de manera fraccionada, sin demasiado orden, a merced de la disponibilidad económica del editor. Muerto Francisco Antonio de Neira en 1716, su viuda reclama el cobro de las cantidades pendientes, “aunque fuese en trigo o otra especie”; y así, en distintas ocasiones, el autor paga parte de la deuda con robos de trigo. Francisco de Elorza muere en 1717 y la deuda será liquidada finalmente en 1718, tras un pleito de concurso de los acreedores, entre los que figura Juana María Romeo, que recibe 345 reales como finiquito.
La responsabilidad de la viuda de Neira al frente del negocio familiar cesa en 1719, cuando su hija María Francisca casa con el impresor Alfonso Burguete, que en lo sucesivo, hasta 1735, permanecerá al frente del mismo. María Francisca era la mayor de las tres hijas, y el único varón, Miguel Matías, en esas fechas, solo tenía cuatro años. 
Con motivo del matrimonio de María Francisca, hace donación a esta y a su esposo de sus bienes y pasa a vivir con ellos 

En una casa, mesa y compañía, respetando y venerando los donatarios a la donadora como a madre, y trabajando por la conservación y aumento de su casa.

 No obstante reservó cien ducados a cada una de sus otras hijas “para ayuda de tomar estado” y al más pequeño, que tenía cuatro años, se le reservó una cantidad para “cuando llegare a edad de tomar estado”.
Juan María Romeoo y Leoz sabía firmar, aunque con letra irregular, sin destreza.
Falleció en octubre de 1732, siendo enterrada, cumpliendo su voluntad, en la parroquia de San Saturnino donde también había recibido sepultura su esposo, el impresor Francisco Antonio de Neira.